# 無条件☆幸福
「無条件☆幸福」（むじょうけんこうふく）は、日本の女性アイドルグループ・アイドリング!!!の楽曲。2009年7月22日にポニーキャニオンからリリースした、通算8枚目のシングル。楽曲の制作は、ソングライター・六ツ見純代（作詞）と宮崎誠（作曲）の共作。

## 背景・制作
前作『baby blue』から、3か月後に発表した8枚目のシングル。
15人編成になって2作目の作品になる。
収録曲
表題曲は、ソングライター 六ツ見純代（作詞）・宮崎誠（作曲）の共作。楽曲は、ラテンのリズムを取り入れた夏詩となっている。
c/w曲「放課後テレパシィ」の作曲は、Dragon Ashのギタリスト・HIROKIと、ソングライター・hiroyuki fujinoによる制作ユニット・Cell no.9から提供されている。
収録メンバー
c/wはユニット曲として、子供組（学生組）と大人組に分別されている。
| 楽曲                 | メンバー                                                                                               |
| -------------------- | --- |
| 「無条件☆幸福」      | 下記全メンバー                                                                                         |
| 「放課後テレパシィ」 | 子供組（外岡えりか・横山ルリカ・森田涼花・長野せりな・朝日奈央・三宅ひとみ・橘ゆりか・大川藍・橋本楓） |
| 「U」                | 大人組（遠藤舞・谷澤恵里香・フォンチー・河村唯・酒井瞳・菊地亜美）                                     |

## リリース
シングルCDは通常盤、初回盤A・Bの3形態でリリース。初回盤A・BにはDVDが付属し、Bの内訳は前作「baby blue」のミュージック・ビデオなどが収録されている。通常盤の初回生産分には、トレーディングカード（全18種のうちランダム1枚）の封入特典が付く。
特典企画
協力店舗でのみ先着購入者に「チェンジングジャケットステッカー」を進呈する、コラボ企画を実施している。

## プロモーション
楽曲のプロモーションで、以下のメディアに出演した。
テレビ番組
- 第22回 東京湾大華火祭（2010年8月8日、フジテレビONE）

ラジオ番組
- DJ Tomoaki's Radio Show!（2009年7月30日、下北FM）
- NEVERMIND!!（2009年7月31日、FM Fuji）

## ミュージック・ビデオ
ミュージック・ビデオは表題曲の他、c/w2曲も制作され、リリース後にアイドリング!!!公式YouTubeチャンネルで、フルバージョンが無料公開された。また、表題曲ビデオは初回盤AのDVDにも収録されている。
制作したのは、映像ディレクター・福居英晃。表題曲劇中の冒頭で、メンバー 大川藍がホイッスルを鳴らすシーンがあり、これは実際のライブでもパフォーマンスされている。

## ライブ・パフォーマンス
発売記念イベント兼ねたミニライブが、以下の日時・場所で実施された。
「無条件☆幸福」発売記念イベント
- 2009年7月21 - 26日 フジテレビ本社屋

ライブイベント
収録曲は、以下のイベント等でライブ披露している。
- アイドリング!!! in 大磯ロングビーチ（2009年7月5日、大磯ロングビーチ）
- お台場合衆国2009（2009年7月18日 - 8月31日、フジテレビ本社屋）
- アイドリング!!! 大磯スペシャルライブ（2009年7月19・20日・8月7日、大磯ロングビーチ）
- お台場合衆国アイドリング!!! in OISO（2009年8月7日、大磯ロングビーチ）
- アイドリング!!! 6thライブ やーっ! おーっ!! ング!!!（2009年9月22・23日、日比谷野外音楽堂）

## メディアでの使用
楽曲は以下のメディアで使用された。
- フジテレビ系『ライオンのごきげんよう』2009年7月 - 9月度エンディングテーマ

## シングル収録トラック
| #         | タイトル                      | 作詞       | 作曲      | 編曲              | 時間  |
| --------- | ----------------------------- | ---------- | --------- | ----------------- | ----- |
| 1.        | 「無条件☆幸福」               | 六ツ見純代 | 宮崎誠    | 宮崎誠            | 4:36  |
| 2.        | 「放課後テレパシィ」          | Shino      | Cell no.9 | Cell no.9         | 3:44  |
| 3.        | 「U」                         | 7chi子♪    | 佐薹一雪  | K-Lab（佐薹一雪） | 3:59  |
| 4.        | 「無条件☆幸福」(Instrumental) |            |           |                   | 4:35  |
| 合計時間: | 合計時間:                     | 合計時間:  | 合計時間: | 合計時間:         | 16:54 |

| #  | タイトル                              | 作詞 | 作曲・編曲 | ビデオディレクター |
| -- | ------------------------------------- | ---- | ---------- | ------------------ |
| 1. | 「無条件☆幸福」(Music Video)          |      |            | 福居英晃           |
| 2. | 「ジャケット撮影 & MV撮影メイキング」 |      |            |                    |

| #  | タイトル                   | 作詞 | 作曲・編曲 | ビデオディレクター |
| -- | -------------------------- | ---- | ---------- | ------------------ |
| 1. | 「baby blue」(Music Video) |      |            | 真島ヒロシ         |
| 2. | 「MV撮影メイキング」       |      |            |                    |